# Síndrome de Gradenigo
Síndrome de Gradenigo, também conhecida como Síndrome de Gradenigo-Lannois e apicite petrosa, é uma complicação da otite média e mastoidite envolvendo o ápice do osso temporal petroso.